# Телефонный справочник
Телефонный справочник, обычно называемый телефонной книгой, телефонной адресной книгой или желтыми страницами — справочник (книга) представляет собой список телефонных абонентов в географическом районе или подписчиков на услуги, предоставляемые организацией, которая публикует справочник. 
Его предназначение — найти телефонный номер абонента, идентифицированного по имени и адресу. Появление Интернета и смартфонов в XXI веке значительно уменьшило потребность в бумажной телефонной книге.  Некоторые города (Сиэтл и Сан-Франциско), расценили наличие публичных телефонных справочников как расточительное, нежелательное и вредное для окружающей среды.  

## Содержание
Имена абонентов обычно перечислены в алфавитном порядке вместе с их почтовым или уличным адресом и номером телефона. В принципе указывается каждый абонент в географической зоне покрытия, но абоненты могут запросить исключение своего номера из справочника, часто за определенную плату; тогда их номер называется «не включенным в список» (США и Канада) или «частным» (Австралия и Новая Зеландия). 
Телефонный справочник также может содержать инструкции: как пользоваться телефонной службой, как набирать определенный номер, будь то местный или международный, по каким номерам обращаться к важным и экстренным службам, коммунальным службам, больницам, врачам и организациям, которые могут оказать поддержку. Он также может иметь информацию о гражданской обороне или управлении чрезвычайными ситуациями . В нем могут содержаться карты общественного транспорта, справочники по почтовым индексам/почтовым индексам, международные телефонные коды или схемы рассадки на стадионе, а также реклама.
В США в соответствии с действующими правилами и практиками списки мобильных телефонов и IP-телефонии не включаются в телефонные справочники. Усилия по созданию справочников сотовой связи встретили жесткое противодействие с нескольких сторон, включая тех, кто стремится избежать неудобств, вызванных звонками телемаркетологов. 

## Типы
Телефонный справочник и его содержание можно узнать по цвету бумаги, на которой он напечатан.
- Белые страницы обычно указывают на личные или алфавитные списки.
- Желтые страницы, золотые страницы, A2Z или классифицированный каталог обычно представляют собой «бизнес-справочник», где компании перечислены в алфавитном порядке в рамках каждой из многих классификаций (например, «юристы»), почти всегда с платной рекламой.
- Серые страницы, иногда называемые «обратным телефонным справочником», позволяют найти информацию об абоненте для данного номера. Доступно не во всех юрисдикциях. (Эти списки часто публикуются отдельно, в городском справочнике или под другим именем, за определенную плату и предоставляются коммерческим и государственным учреждениям. )

## История
Телефонные справочники являются разновидностью городского справочника. Книги, в которых перечислены жители целого города, широко публиковались, начиная с 18 века, до изобретения телефона.
Первый телефонный справочник, состоящий из цельного куска картона, был выпущен 21 февраля 1878 г.; в нем было указано 50 частных лиц, предприятий и других офисов в Нью-Хейвене, у которых были телефоны.  Справочник не был отсортирован по алфавиту, и никакие номера не были связаны с включенными в него людьми. В 1879 году доктор Мозес Грили Паркер предложил изменить формат телефонного справочника, чтобы абоненты отображались в алфавитном порядке, а каждый телефон обозначался номером. Доктор Паркер пришел к этой идее из страха, что четыре оператора из Лоуэлла, штат Массачусетс, заразятся корью и не смогут соединить телефонных абонентов друг с другом..